# Wappen des Landkreises Greiz
Das Wappen des Landkreises Greiz ist ein Hoheitszeichen des Landkreises Greiz im thüringischen Vogtland.

## Blasonierung
Die Blasonierung lautet wie folgt:

„Über einem Schwarz-Gold geteilten und mit einem gebogenen, schrägrechten grünen Rautenkranz belegten Schildfuß von Schwarz und Silber geteilt zeigt es vorn einen aufrechten goldenen, rotbekrönten und -bewehrten Löwen und hinten einen goldenen Kranich.“

## Geschichte
Der goldene Löwe und der Kranich wurden von den Wappen der Fürsten zu Reuß abgeleitet, die den größten Teil dieser Gegend für viele Jahrhunderte in ihrem Besitz hatten. Sie stehen demzufolge für die Vögte von Weida, Gera und Plauen bzw. die Herrschaft Kranichfeld. Ein kleiner Teil des Landkreises gehörte zum Herzogtum Sachsen-Weimar-Eisenach. Folglich ist in der Unterseite des Wappens die vereinfachte Form des sächsischen Wappens zu sehen.

Flagge in Hochformat

Das Wappen vereinigt die Wappen der ehemaligen Landkreise Greiz und Gera (vor 1945) und Zeulenroda (1922).

Flagge des Kreises
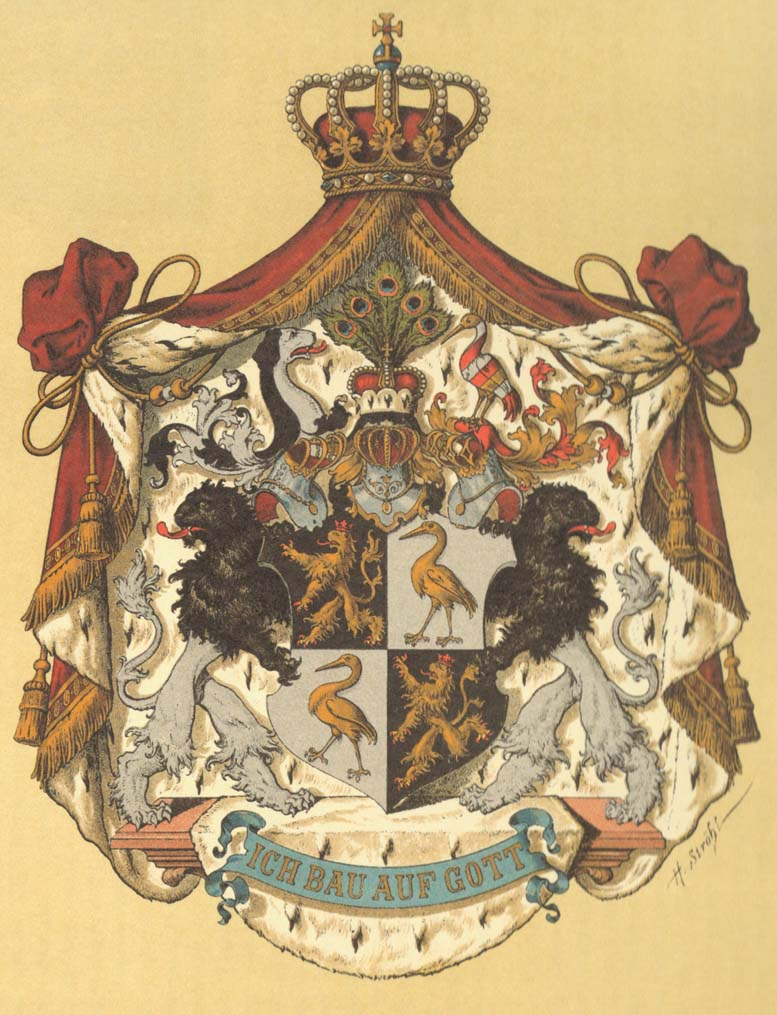
Zum Vergleich: Wappen der Fürstentümer Reuß älterer und jüngerer Linie

## Flagge
Die Flagge des Landkreises Greiz ist grün mit gelben Flanken mit aufgelegtem Kreiswappen. Es wurde am 16. Juni 1997 genehmigt.

## Belege
1. 1 2  Wappen und Flaggen des Freistaats Thüringen und seiner Landkreise sowie kreisfreien Städte. 2., durchgesehene und erweiterte Auflage. Hrsg.: Landeszentrale für politische Bildung Thüringen. Erfurt 2000, ISBN 3-931426-45-9, S. 34–37 (thueringen.de [PDF; 1,9 MB]).